# Leptochilus alterego
Leptochilus alterego är en stekelart som beskrevs av Gusenleitner 1970. Leptochilus alterego ingår i släktet Leptochilus och familjen Eumenidae. Inga underarter finns listade i Catalogue of Life.